# Ewelina Hańska
Ewelina Hańska, née Rzewuska, às vezes aportuguesado como Eveline Hanska (Pohrebyshche, 6 de janeiro de 1801 – Paris, 10 de abril de 1882) foi uma fidalga (szlachta) polonesa, conhecida por seu caso amoroso com Honoré de Balzac, com quem veio se casar cinco meses antes do escritor francês falecer.
Eveline nasceu na cidade de Pohrebyszcze (atual Pohrebyshche, na Ucrânia). Era irmã de Henryk Rzewuski. Casou-se com Wacław Hański, nobre latifundiário, que era 20 anos mais velho que ela. Após sua morte tornou-se esposa do romancista Honoré de Balzac em 1850.
O primeiro encontro de ambos se deu em 1833, e desde então eles se correspondiam regularmente. Em 1841, Henryk morreu, e em 1843 Balzac viajou a São Petesburgo para conhecê-la. Fizeram várias viagens acompanhados (Alemanha, Bélgica, Itália). Em 1846, ela teve uma criança natimorta. Em 1847, viajaram pela Ucrânia e em seguida Balzac retornou a Paris em 1848. Ele retornou à Ucrânia um ano depois e finalmente poder se casar com a condessa, em 14 de março de 1850. Honoré de Balzac morreu cinco meses depois, em 18 de agosto, em Paris.

## Influência nas obras de Balzac
Eveline foi uma inspiração para muitas das personagens de Balzac. Ela pode ser vista como a modelo para La Fosseue, Mme Claes, Modesta Mignon, Ursule Mirouet, Adelina Houlot e especialmente Eugenie Grandet e Mme de Mortsauf. Há menos concordância entre os estudiosos sobre se ela também foi a inspiração para personagens mais negativos, como Fedora e lady Dudley, já que Balzac parece tê-la usado principalmente como modelo para pessoas mais positivas. Suas obras também mencionam várias personagens chamadas Eva ou Eveline, e têm várias dedicatórias a ela.
Além de Eveline, sua filha Anna, irmã Alina, tia Rozalia, o primeiro amor (Tadeusz Wyleżyński), e várias outras figuras que ela apresentou ou contou a Balzac, também foram incorporadas em suas obras. Depois que eles se conheceram, Polônia, tópicos poloneses, nomes poloneses e misticismo polonês (eslavo) começaram a aparecer com muito mais frequência em suas obras, como exemplificado por personagens como Hoene Wroński, Grabianka e General Chodkiewicz.

## Defensores e detratores
Hańska se tornou uma figura controversa entre os biógrafos e pesquisadores de Balzac. Como Zygmunt Czerny observa, o "Pólo misterioso" foi criticado por alguns (Henry Bordeaux, Octave Mirbeau (La Mort de Balzac), Adolf Nowaczyński, Józef Ignacy Kraszewski, Charles Léger e Pierre Descaves) e elogiado por outros (Philippe Bertault, Marcel Bouteron, Barbey d'Aurevilly, Sophie de Korwin-Piotrowska, Tadeusz Boy-Żeleński, Tadeusz Grabowski, Juanita Helm Floyd e André Billy).
Czerny observa que um dos "maiores especialistas em Balzac", Spoelberch de Lovenjoul, referiu-se a ela como "uma das melhores mulheres da época", e que embora existam aqueles que zombam de sua influência em Balzac, e questionam seus sentimentos e motivações, poucos negam que ela teve um impacto crucial sobre ele e, para a maioria, o "Grande Balzac" surgiu somente após conhecê-la no início da década de 1830. Czerny conclui dizendo: "Seja como for que se pudesse analisar ela e seu relacionamento, o impacto de seu amor em Balzac foi persistente, envolvente e decisivo".